# Paratropus bakxi
Paratropus bakxi är en skalbaggsart som beskrevs av Kanaar 1997. Paratropus bakxi ingår i släktet Paratropus och familjen stumpbaggar. Inga underarter finns listade i Catalogue of Life.